# Каскадес
Каскадес (фр. Cascades) — область на крайньому південному заході Буркіна-Фасо.
- Адміністративний центр — місто Банфора.
- Площа — 16663 км², населення — 524956 чоловік (2006).

Область була утворена в 2001 році. Чинний губернатор — Юсуф Роамба.

## Географія
На півночі межує з От-Бассен, на сході з Західно-Центральною областю, на півдні з Кот-д'Івуаром, на заході з Малі.
На території цієї області також знаходяться знамениті водоспади Каскадес Карфігуела.

## Населення
Область населена різними етнічними групами.

## Адміністративний поділ
В адміністративному відношенні область поділяється на 2 провінції:
| № | Провінція | Адм. центр | Населення, чол. (2006) |
| - | --------- | ---------- | ---------------------- |
| 1 | Комое     | Банфора    | 400 534                |
| 2 | Лераба    | Синду      | 124 422                |

## Економіка
Каскадес є однією з найбільш промислово розвинених областей Буркіна Фасо.